# Całe zdanie nieboszczyka
Całe zdanie nieboszczyka – powieść detektywistyczno-przygodowa Joanny Chmielewskiej z 1972 roku, czwarta powieść w dorobku autorki, pierwsza o charakterze przygodowym. Akcja toczy się we Francji, Brazylii, na Sycylii, w Danii, w NRD i w Polsce. W roku 1999 zekranizowana w Rosji w postaci serialu Szto skazał pokojnik (Что сказал покойник), w Polsce emitowanym pod takim samym tytułem jak książka przez TVP.

## Treść

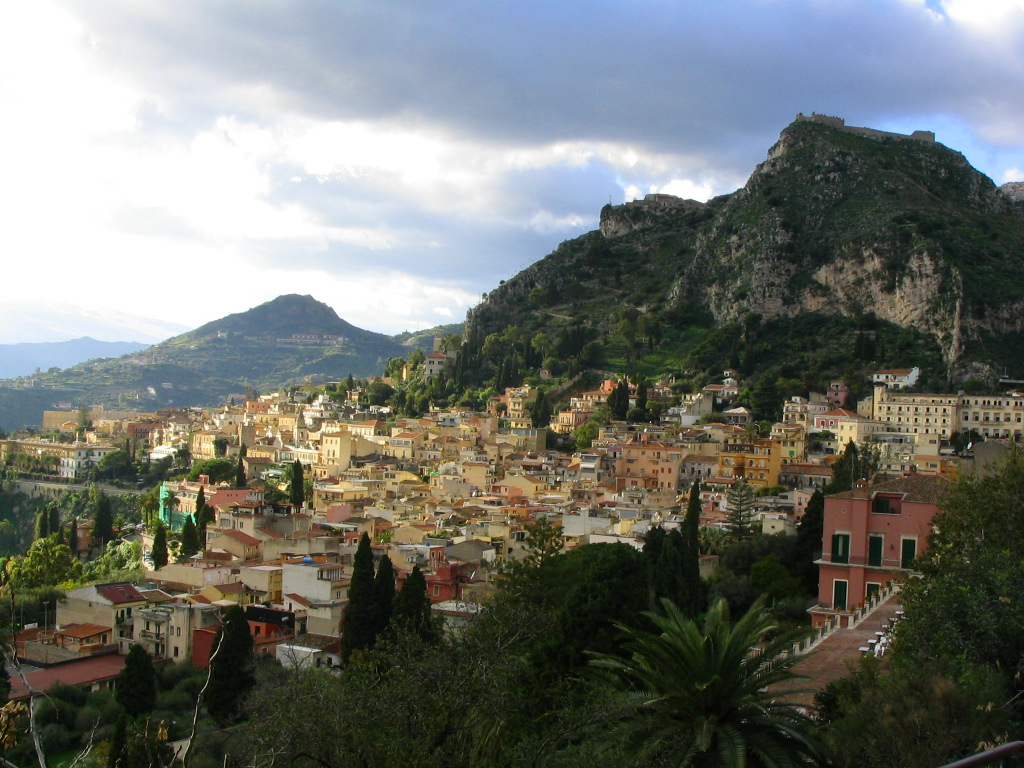
Taormina – miejsce schronienia Joanny przed szajką

Joanna, grająca w nielegalnej szulerni w ruletkę, zostaje przypadkowo wzięta za inną osobę. Pomyłka ta powoduje, że to właśnie jej umierający mężczyzna powierza swe ostatnie słowa, będące wskazówką do odnalezienia cennego skarbu. Jako że i inni zauważyli ten fakt, zostaje ona porwana przez bandytów i ląduje w Brazylii. Staje ona nie tylko przed problemem wydostania się z miejsca przetrzymywania, ale i jak powiadomić władze o swojej wiedzy, aby się nie natknąć na wysłannika szajki. Ucieczka z Brazylii jachtem Stella di Mare jest tylko prologiem do dalszych wydarzeń – Joannę odnajdują członkowie mafii, po czym wtrącają ją do lochu jednego z zamków nad Loarą. Jednak nawet cudowne wydostanie się stamtąd wcale nie kończy perypetii bohaterki.